# Alaşehir (district)
Alaşehir is een Turks district in de provincie Manisa en telt 97.541 inwoners (2007). De hoofdplaats is de gelijknamige stad Alaşehir. Het district heeft een oppervlakte van 1.015,26 km².
De bevolkingsontwikkeling van het district is weergegeven in onderstaande tabel.
| 1997   | 2000   | 2007   |
| ------ | ------ | ------ |
| 99.355 | 93.760 | 97.541 |

## Geschiedenis
Voor het ontstaan van de Turkse staat, was de naam van de stad,  Philadelphia.